# María Pérez (Judoka)

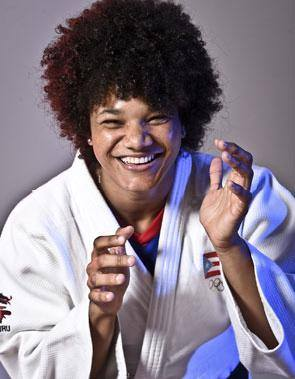
María Pérez (2016)

María Pérez Díaz (* 1. April 1989 in Río Piedras, San Juan) ist eine puerto-ricanische Judoka. Sie war 2017 Weltmeisterschaftszweite, bei Panamerikanischen Spielen erhielt sie zweimal eine Bronzemedaille.

## Sportliche Karriere
Die 1,67 m große María Pérez kämpft im Mittelgewicht, der Gewichtsklasse bis 70 Kilogramm. Bei den Zentralamerika- und Karibikspielen 2010 in Mayagüez gewann sie vor heimischem Publikum den Titel. Im Jahr darauf erkämpfte sie bei den Panamerikanischen Spielen 2011 mit einem Sieg über die Kanadierin Kelita Zupancic eine Bronzemedaille, nachdem sie zuvor gegen die Kolumbianerin Yuri Alvear im Viertelfinale verloren hatte.
2016 wurde Pérez Dritte bei den Panamerikanischen Meisterschaften. Bei den Olympischen Spielen in Rio de Janeiro besiegte sie in ihrem Auftaktkampf die Kroatin Barbara Matić, im Achtelfinale schied sie gegen Yuri Alvear aus. Im Jahr darauf bei den Weltmeisterschaften 2017 in Budapest bezwang sie im Viertelfinale die Französin Marie-Ève Gahié und im Halbfinale die Marokkanerin Assmaa Niang. Im Finale unterlag sie der Japanerin Chizuru Arai. 2018 gewann sie eine Bronzemedaille bei den Zentralamerika- und Karibikspielen 2018 in Barranquilla. Bei den Weltmeisterschaften 2018 in Baku besiegte Pérez im Viertelfinale Kelita Zupancic. Nach ihrer Halbfinalniederlage gegen Chizuru Arai verlor Pérez den Kampf um Bronze gegen die zweite Japanerin Yōko Ōno. 2019 siegte sie bei den Panamerikanischen Meisterschaften. Bei den Panamerikanischen Spielen 2019 unterlag sie im Halbfinale Elvismar Rodríguez aus Venezuela. Mit einem Sieg über die Kanadierin Emily Burt erkämpfte Pérez eine Bronzemedaille. Bei den Weltmeisterschaften in Tokio erreichte sie den siebten Platz. 2020 wurde Pérez Zweite der Panamerikanischen Meisterschaften hinter der Brasilianerin Maria Portela. Bei den Weltmeisterschaften 2021 in Budapest schied sie in ihrem Auftaktkampf gegen die Britin Gemma Howell aus. Anderthalb Monate später unterlag sie bei den Olympischen Spielen in Tokio im Achtelfinale der Japanerin Chizuru Arai.
Bei den Weltmeisterschaften 2022 in Taschkent unterlag Pérez in ihrem Auftaktkampf der Belgierin Gabriella Willems. Im Jahr darauf erreichte sie bei den Weltmeisterschaften 2023 in Doha das Achtelfinale und verlor dann gegen die Japanerin Saki Niizoe. Bei den Panamerikanischen Spielen in Santiago erreichte Pérez das Finale und unterlag dann der Kubanerin Idelannis Gómez. Im April 2024 siegte Pérez bei den Panamerikanischen Meisterschaften. Bei den Olympischen Spielen 2024 in Paris schied Pérez in ihrem Auftaktkampf gegen Gabriella Willems aus.